# Charlotte des Essarts
Charlotte des Essarts, född 1588, död 1651, var en fransk markisinna och hovfunktionär. Hon är känd som mätress till kung Henrik IV av Frankrike mellan 1607 och 1609. 